# Piotr Woyciechowski
Piotr Maria Woyciechowski (ur. 1966) – polski urzędnik, ekspert ds. służb specjalnych, publicysta, działacz gospodarczy.

## Życiorys
Jest wnukiem Jerzego Wojciechowskiego (1902–1940), adwokata z Kielc, porucznika rezerwy piechoty Wojska Polskiego, zamordowanego w Charkowie w ramach zbrodni katyńskiej.
Ukończył studia w zakresie astronomii na Wydziale Fizyki Uniwersytetu Warszawskiego oraz w zakresie politologii na Wydziale Nauk Humanistycznych Akademii Humanistycznej im. Aleksandra Gieysztora w Pułtusku.
W 1992, kiedy studiował astronomię, był kierownikiem Wydziału Studiów Gabinetu ministra spraw wewnętrznych Antoniego Macierewicza w rządzie Jana Olszewskiego. Wówczas zajmował się opracowaniem tzw. listy Macierewicza. W latach 90. XX w. był zatrudniony w Senacie RP, w Centertelu, pracował jako pełnomocnik ds. bezpieczeństwa wojewody katowickiego Marka Kempskiego. Po 2000 był prezesem spółki Gminna Gospodarka Komunalna Ochota w Warszawie.
W wyborach samorządowych w 2002 bez powodzenia kandydował do Rady Warszawy z listy komitetu Razem Polsce. Od 2005 do końca lutego 2006 pełnił funkcję przewodniczącego rady nadzorczej spółki Nafta Polska.
Pracował jako ekspert w komisjach Sejmu RP, w tym komisji śledczej w sprawie PKN Orlen. Był wiceprzewodniczącym Komisji Likwidacyjnej WSI i członkiem Komisji Weryfikacyjnej ds. WSI.
Był prezesem zarządu spółki Naftor, członkiem rady nadzorczej Kompanii Węglowej, udziałowcem spółki Horyzont.
W 2013 wygrał proces o ochronę dóbr osobistych wytoczony spółce Agora w związku z publikacją w „Gazecie Wyborczej”.
W wyborach samorządowych w 2014 bezskutecznie kandydował do rady powiatu wołomińskiego z listy Prawa i Sprawiedliwości.
Został publicystą czasopism „Wprost”, „Gazeta Polska Codziennie”. 22 września 2014 tygodnik „Do Rzeczy” opublikował artykuł Sławomira Cenckiewicza i Piotra Woyciechowskiego Tajemnica „Tamizy” – jak prof. Kieżun współpracował z bezpieką, w którym przedstawiono dokumenty świadczące o współpracy Witolda Kieżuna ze służbami specjalnymi PRL. Pod koniec 2015 nakładem wydawnictwa Editions Spotkania ukazała się książka pt. Konfidenci, której autorami są Witold Bagieński, Sławomir Cenckiewicz i Piotr Woyciechowski.
11 stycznia 2016 został powołany na stanowisko Prezesa Zarządu Polskiej Wytwórni Papierów Wartościowych. 16 października 2017 został odwołany przez Radę Nadzorczą PWPW S.A. z funkcji Prezesa Zarządu spółki.
W latach 2016–2018 członek Rady Fundacji Polskiej Fundacji Narodowej reprezentujący PWPW.
Od października 2021 zatrudniony w Narodowym Banku Polskim, jako p.o. dyrektora Centrum Pieniądza NBP im. Sławomira S. Skrzypka.

## Odznaczenia
W 2011 został odznaczony Krzyżem Kawalerskim Orderu Odrodzenia Polski za wybitne zasługi w działalności na rzecz przemian demokratycznych w Polsce.